# メンデル・メダル (英国遺伝学会)
メンデル・メダル（英語: Mendel Medal）は、英国遺伝学会が授与する遺伝学の賞。1958年にグレゴール・ヨハン・メンデルを記念して創設された。

## 受賞者
- 1958年 - ジョージ・ウェルズ・ビードル
- 1960年 - C. H. Waddington
- 1962年 - フランソワ・ジャコブ
- 1965年 - William Hayes
- 1966年 - フランシス・クリック
- 1968年 - マックス・デルブリュック
- 1970年 - シドニー・ブレナー
- 1972年 - Cyril Dean Darlington
- 1974年 - Dan Lewis
- 1977年 - シャーロット・アワーバック
- 1979年 - Guido Pontecorvo
- 1981年 - Walter Bodmer
- 1984年 - Alan Robertson
- 1985年 - ジョン・メイナード＝スミス
- 1987年 - アレック・ジェフリーズ
- 1989年 - Piotr Slonimski
- 1991年 - Ira Herskowitz
- 1992年 - クリスティアーネ・ニュスライン＝フォルハルト
- 1994年 - シーモア・ベンザー
- 1997年 - Elliot Meyerowitz
- 1998年 - Charles Weissmann、David Hopwood
- 1999年 - エリック・ヴィーシャウス
- 2000年 - ジェームズ・ワトソン
- 2001年 - リーランド・ハートウェル
- 2002年 - ルイジ・ルーカ・カヴァッリ＝スフォルツァ
- 2003年 - Mary F. Lyon
- 2004年 - Chris R. Somerville
- 2006年 - David Weatherall
- 2007年 - ロバート・ホロビッツ
- 2008年 - マシュー・メセルソン
- 2009年 - Wen-Hsiung Li
- 2010年 - スーザン・リンドキスト
- 2012年 - エリック・ランダー
- 2013年 - Stanislas Leibler
- 2015年 - John Doebley
- 2017年 - David Baulcombe
- 2018年 - メアリー＝クレア・キング
- 2019年 - William G. Hill
- 2021年 - Linda Partridge
- 2022年 - アジム・スラーニ、Davor Solter
- 2023年 - Caroline Dean
- 2024年 - Robert Martienssen

## 参照
- Mendel Medal